# Готовчиц, Степан Иванович

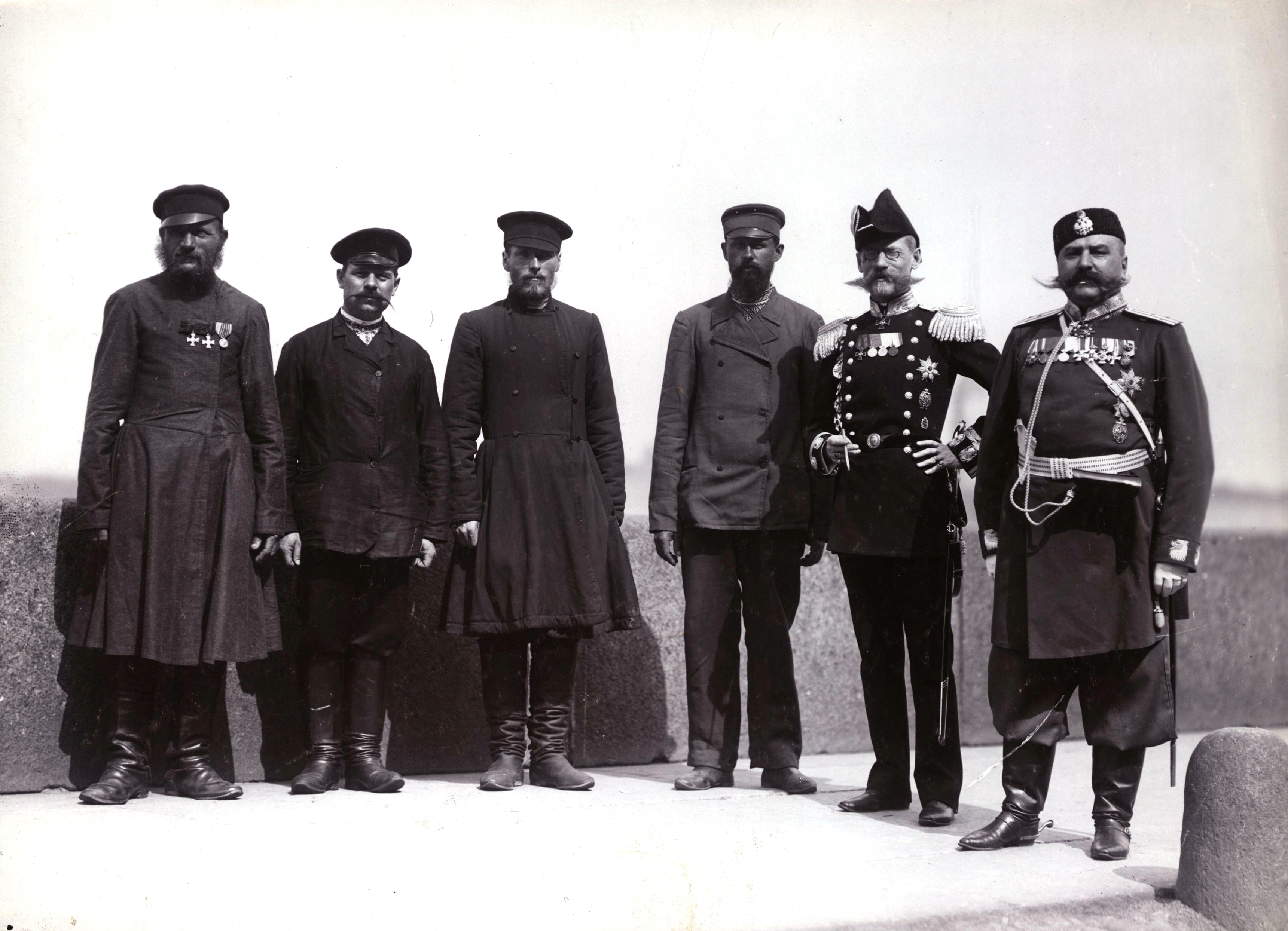
Крестьянские депутаты Первой государственной Думы И. П. Кириленко, С. И. Готовчиц, М. М. Круткин, М. Ф. Филоненко позируют фотографу Карлу Булле вместе с петербургскими жандармами.

Степан Иванович Готовчиц (? — 1941, Кривошин) — крестьянин, депутат Государственной думы I созыва от Минской губернии

## Биография
По национальности белорус, греко-католического вероисповедания. Крестьянин села Кривошин Кривошинской волости Новогрудского уезда Минской губернии. Окончил двухклассное сельское народное училище. Владел землёй.

С. И. Готовчиц, 1906

14 апреля 1906 избран в Государственную думу I созыва  от съезда уполномоченных от волостей Минской губернии. Трудовики в своем издании «Работы Первой Государственной Думы» политическую позицию Готовчица описывают как «Б. пр.». Это означает, что беспартийный Готовчиц поселился на казенной квартире Ерогина, нанятой на государственные деньги для малоимущих депутатов специально для их обработки в проправительственном духе, и оставался там до конца работы Думы.  23 апреля 1906 года подписал заявление 27 членов Государственной Думы от Царства Польского об отношении его к Российской империи по прежнему законодательству и по Основным государственным законам.
Лидер Минского отдела "Союза 17 октября" Г. К. Шмидт опубликовал от имени Готовчица в газетах и в виде листовок проправительственное "Открытое письмо к крестьянам". Действительным автором был сам Г. К. Шмидт. Затем была опубликована инструкция уже за тремя подписями, включая и Готовчица: "Как и кого надо выбирать в Государственную думу (Наставление для мелких землевладельцев Минской губернии)". Такая агитация  в ходе предвыборной кампании во Вторую думу имела успех, действительно многие крестьяне Минской губернии на очередных выборах примкнули к октябристам.
В 1909 подвергся тюремному заключению в административном порядке “за подстрекательство к беспорядкам”. После освобождения Готовчиц вернулся домой с сильно подорванным здоровьем.
Дальнейшая судьба и дата смерти неизвестны.

## Публикации
- Готовчиц С. И. Открытое письмо к крестьянам, а также мелким землевладельцам Минской губернии бывшего члена Государственной думы от крестьян бывшего члена Государственной думы от крестьян Минской губернии Степана Ивановича Готовчица. Листовка.
- Шмидт Г., Готовчиц С., Чигирев И., Как и кого надо выбирать в Государственную думу (Наставление для мелких землевладельцев Минской губернии). Минск, тип. С.А. Некрасова, 1906.